# José Cáceres
José Miguel Cáceres (Tamayo, 24 dicembre 1981) è un pallavolista dominicano.
Gioca nel ruolo di centrale ed opposto nei Capitanes de Arecibo.

## Carriera
La carriera di José Cáceres nel 1997 nella squadra del Bameso, dove resta per otto stagioni, vincendo il campionato nell'edizione 2004; nel 2005 ottiene le prime convocazioni nella nazionale dominicana. Nella stagione 2005-06 viene ingaggiato dalla squadra spagnola del Club Voleibol Arona, dove resta per due annate: tuttavia nel 2006, ha anche un'esperienza nel campionato portoricano con la maglia dei Gigantes de Adjuntas.
Nella stagione 2007-08 passa allo Stade Poitevin, militante nella Pro A francese, disputando due campionati; con la nazionale vince la medaglia di bronzo alla Coppa Panamericana 2008, risultato bissato anche nell'edizione successiva.
Nella stagione 2009-10 torna nuovamente nel campionato portoricano, questa volta con gli Indios de Mayagüez; per il campionato 2010-11 si trasferisce in Spagna, nel Club Voleibol Teruel, con cui vince sia lo scudetto che la Coppa del Re.
Nella stagione 2011-12 viene ingaggiato dal club italiano del Piemonte Volley di Cuneo, in Serie A1; con la nazionale vince nuovamente la medaglia di bronzo alla Coppa Panamericana. Nella stagione successiva resta nello stesso paese, trasferendosi però nella Pallavolo Molfetta, in Serie A2: tuttavia, a causa di problemi personali, rescinde il contratto dopo due mesi, per tornare in patria, dove disputa una parte di stagione con la squadra di Las Mina prima di trasferirsi in Trinidad e Tobago al Technocrats; con la nazionale vince la medaglia d'oro ai XXII Giochi centramericani e caraibici 2014.
Nella stagione 2015 ritorna in Porto Rico, ingaggiato a campionato in corso dai Capitanes de Arecibo.

## Palmarès

### Club
- Campionato dominicano: 1

2004
- Campionato spagnolo: 1

2010-11
- Coppa del Re: 1

2010-11

### Nazionale (competizioni minori)
- Coppa Panamericana 2008
- Coppa Panamericana 2009
- Coppa Panamericana 2012
- Giochi centramericani e caraibici 2014

### Premi individuali
- 2005 - Campionato nordamericano: Miglior schiacciatore
- 2009 - Campionato nordamericano: Miglior realizzatore
- 2010 - Liga de Voleibol Superior Masculino: Offensive Team
- 2012 - Coppa Panamericana: Miglior realizzatore
- 2014 - Coppa Panamericana: Miglior opposto
- 2014 - XXII Giochi centramericani e caraibici: Miglior opposto
- 2017 - Coppa panamericana: Miglior opposto